# Muhammad al-Mahdi
Pour les articles homonymes, voir Al-Mahdi.
Muhammad al-Mahdî (arabe : أبو القاسم محمد بن الحسن المهدي Abû al-Qāsim Muḥammad ben al-Hasan al-Mahdīy, en arabe : مَهْدِيّ Mahdīy signifie (homme) guidé par Dieu) aussi connu comme l'Imam Zaman (Arabe : إمام الزمان), est pour les chiites duodécimains le dernier Imâm de la lignée des Douze, 11 qui sont tombés en martyrs, tandis que le 12 ème est le sauveur ultime de l'humanité dans l'eschatologie chiite, qui émergera à la fin des temps accompagné de ʿĪsā (Jésus, en arabe) avec pour ordre de rétablir la paix et la justice sur Terre quand elle aura été remplie d'injustice,.
Dans la tradition chiite jafarite, l'Imam serait né le 15 Sha'aban de l'année 255 du calendrier de l'Hégire et en l'an 869 du l'ère commune, à Samarra dans l'actuel Irak.

## Attributs
La tradition chiite imamite rapporte que l'Imam al-Mahdî fera partie des Ahl al-bayt, il sera un descendant du prophète de l'islam, Ali ibn Abi Talib, Fatima Zahra, Ali Zayn al-Abidin et Hasan al-Askari. Il sera le Douzième Imam des Imams de Ahl-al-bayt, sa vie sera prolongée, son occultation sera prolongée et sous son apparence l'Islam gouvernera le monde.
Le père de Muhammad al-Mahdî est Hasan al-Askarî, onzième imam chiite qui, selon la tradition, est mort empoisonné par le calife abbasside Al-Mu`tamid en 874. Sa mère Malika, était une princesse byzantine descendante de Barnabé, l’apôtre de Jésus, réduite en esclavage après les conquêtes arabes; elle fut mariée secrètement avec l'imam Hasan al-Askarî, puis renommée Narjis Khatun.

## Histoire
Les Abbassides persécutaient les chiites, de ce fait les imams devaient rester très prudents, l'idée de se cacher et de ne s'adresser aux fidèles qu'à travers des messagers était bien acceptée. Plus d'un siècle avant, les Ismaéliens avaient dû pratiquer cela, leurs trois premiers imams étaient restés cachés endossant le rôle de simples commerçants, ne s'adressant aux croyants qu'à travers des porte-parole appelés hujja (arabe : حُجّة ḥujja, argument; preuve; témoignage).
On sait si peu de chose sur Muhammad al-Mahdi que les musulmans n’adhérant pas au chiisme duodécimain peuvent douter de son existence historique. Sa naissance fut tenue secrète et les espions abbassides, malgré leurs recherches, ne purent le trouver. À la mort de Hassan al-Askarî, un de ses disciples, Muhammad ibn Nusayr al Namirî, ne crut pas en l’existence de cet héritier et il créa une secte dissidente, les Nusayrites.
À la mort de son père, il n’a que cinq ans. Au cours des funérailles, son oncle Ja`far ben `Ali s'apprêtait à diriger la prière lorsque l'enfant vint dire à son oncle : « Éloigne-toi mon oncle, seul un imam peut conduire la prière de funérailles d'un autre imam ». L'oncle s'écarta et Muhammad al-Mahdi affirma ainsi son droit au titre d'imam. Alertés, les soldats essayèrent de le trouver afin de le tuer, mais en vain. L'enfant se serait volatilisé, il aurait été vu la dernière fois dans une pièce (sardar) de la maison familiale. Il se serait enfui par un puits.
Dès cet instant, la première occultation débuta, c'est la petite occultation « Ghaybat-é-Soughrâ » (arabe : غيبة ġayba, absence ; occultation ; disparition). Il aurait assumé l'imamat à l'âge de 5 ans alors que suivait la mort de son père Hassan al-Askari. Dès les premières années de son Imamat, il ne contactera ses disciples qu'à travers l'intermédiaire des Quatre Représentants (arabe: الارْبع نُوّاب nuww āb al-arba`, les quatre représentants) appelés les portes (arabe: باب bāb), pendant une période de 69 ans.
1. Uthman ibn Sa'id al-Asadi (874-917).
2. Abu Jafar Mohammad Bin Uthman (917-918)
3. Abû al-Qasim Hussein ben Ruh an-Nawbakhti (918-938)
4. Abû al-Hassan `Ali ben Muhammad as-Samarri (938-939)

En cas de problème ou de question à poser à l'imam, les croyants s'adressaient au représentant qui rapportait ensuite la réponse de l'Imam, authentifiée par son sceau et sa signature. Les représentants récoltaient aussi l'aumône légale (arabe : زكاة zakāt, aumône) et la taxe du cinquième (arabe : خُمْس ḫums, cinquième ; khums) au nom du douzième imam.
En 939, l'Imam fit annoncer la mort prochaine du dernier représentant et l'entrée dans la grande occultation. Quelques jours après cette annonce, as-Samarri était mort. Depuis ce temps l'Imam ne s'est plus manifesté. C'est l'ère de la grande occultation « Ghaybat-é-Koubrâ ». Les musulmans chiites croient que l'Imam va réapparaitre pour mettre fin à l'oppression et ramener la justice.